# Csong trió
A Csong trió egy kiváló koreai zenész testvérekből álló zongoratrió.
A Csong triót (Nyugaton Chung Trio néven ismertek) három zenész testvér alakította. Mindnyájan koreai születésűek, és először anyjuk tanította őket zenére. Művészi képzésüket a New York-i Juilliard Schoolban kapták. Tagjai: Csong Mjonghun (Jeong Myeong-hun) zongoraművész, karmester, Csong Gjonghva (Jeong Gyeong-hwa) hegedűművész és Csong Mjonghva (Jeong Myeong-hwa) csellóművész. Pályájuk elején mindnyájan jelentős zenei versenyeket nyertek, majd kiemelkedő szólókarriert futottak be. 1982-ben a trió turnén vett részt az Egyesült Államokban, Nagy-Britanniában, Hollandiában és Olaszországban. Az ezt követő időszakban szóló karrierjükre koncentráltak, de felvettek néhány lemezt. Ezután 2004-ben léptek fel, anyjuk 85. születésnapja alkalmából. 2011-ben ismét hangversenyt adtak a szöuli Ihva Női Egyetem fő előadótermében. Ezt a koncertet az anya azévi halálára emlékezve adták.

## Felvételeik
| Megjelenés | Tartalom                                                                           | Közreműködők | Kiadó |
| ---------- | ---------------------------------------------------------------------------------- | --- | ----- |
| 1986       | Dvořák: Piano Trios Op. 21, Op. 65                                                 | Csong trió (Csong Mjonghva (Jeong Myeong-hwa), Csong Gjonghva (Jeong Gyeong-hwa), Csong Mjonghun (Jeong Myeong-hun) | Decca |
| 1988       | Csajkovszkij: Piano Trio in A Minor; Sosztakovics: Piano Trio No. 1                | Csong trió (Csong Mjonghva (Jeong Myeong-hwa), Csong Gjonghva (Jeong Gyeong-hwa), Csong Mjonghun (Jeong Myeong-hun) | EMI   |
| 1992       | Beethoven: Piano Trios No. 4 & No. 7                                               | Csong trió (Csong Mjonghva (Jeong Myeong-hwa), Csong Gjonghva (Jeong Gyeong-hwa), Csong Mjonghun (Jeong Myeong-hun) | EMI   |
| 1995       | Mendelssohn: Piano Trio No.1 in D Minor, Op.49; Brahms: Piano Trio No.1 in B, Op.8 | Csong trió (Csong Mjonghva (Jeong Myeong-hwa), Csong Gjonghva (Jeong Gyeong-hwa), Csong Mjonghun (Jeong Myeong-hun) | Decca |